# Týnec nad Labem (oppidum)
Týnec nad Labem (též hradiště Kolo) je pravěké hradiště na východním okraji stejnojmenného města v okrese Kolín ve Středočeském kraji. Hradiště bylo poprvé postaveno v době halštatské a podruhé byla lokalita opevněna v době laténské, kdy na ní existovalo oppidum. Pozůstatky obou hradišť jsou chráněny jako kulturní památka.

## Historie
První sběry povrchového materiálu na hradišti prováděl v první polovině dvacátého století František Dvořák, jehož nálezy umožnily datovat lokalitu do období laténské kultury. Jan Filip potom inicioval dlouhodobý povrchový průzkum, který od roku 1951 prováděl Jiří Hrala. Rozsáhlejší archeologický výzkum provedl v sedmdesátých letech dvacátého století Zbyněk Sedláček.
Při záchranném archeologickém výzkumu v roce 2014 bylo v podhradí hradiště nalezeno 68 keltských mincí a jejich zlomků, z nichž 62 patří k typům, které se razily na území Čech. Většina mincí (55 kusů tzv. obolů) byla ze stříbra. Na jedné z mincí (třetina statéru) je patrný defekt razidla, přičemž stejný se objevuje na některých mincích nalezených ve Stradonicích, kde byly pravděpodobně raženy. Jeden z obolů pochází ze Starého Hradiska.
Jedním z významných archeologických nálezů je bronzová hlava kance, která byla pravděpodobně součástí kování dřevěného vědra. Podobné nálezy se objevují v bývalých svatyních nebo hrobech elitních členů laténské společnosti. Vědérka s obvyklým objemem jeden až tři litry snad sloužila k servírování vína, medoviny nebo piva při kolektivním hodování.
Nálezy mincí a importovaného luxusního zboží dovolují předpokládat, že týnecké hradiště bylo ve druhém a prvním století před naším letopočtem politicko-ekonomickým centrem regionu. Nacházelo se na křižovatce obchodních cest ze západu na východ a ze severu na jih a zřejmě bylo místem, kde zastavovali kupci využívající labskou vodní cestu.

## Stavební podoba
Hradiště stálo na kopci Kolo s nadmořskou výškou 225 metrů, který je součástí nejsevernějšího výběžku Železných hor. Je možné, že v době osídlení hradiště kopec obklopovala říční ramena Labe, takže hradiště stálo na ostrově. Předpokládaná opevněná plocha měří jedenáct hektarů, což z týneckého hradiště činí nejmenší oppidum v Čechách.
Archeologický výzkum doložil existenci dvou stavebních fází opevnění. Na východní straně lokality byla zkoumána hradba, jejíž vznik je kladen do doby halštatské, byť někdy bývá označována také jaké mladolaténská. Z mladší až pozdní doby laténské pochází část opevnění zkoumaná na severním okraji hradiště. Vstup do hradiště se nacházel na západě.
Opevnění na východě tvořila palisáda upevněná v základovém žlabu vysekaném ve skalním podloží. Na vnitřní straně k ní byla přiložena stěna z naskládaného lomového kamene a zeminy. Na severu byly archeologickým výzkumem odkryty dvě fortifikace. Jednu tvořila dřevěná stěna s konstrukcí vyplněnou kameny, z níž se zachoval základový žlab a 130 centimetrů široký pruh kamenů. Podle stop přetavení hradba zanikla požárem. Druhá fortifikace se dochovala v podobě kůlové jámy, za níž se nacházel 1,3–2 metry široký pruh kamenů.